# Gaimardia trapesina
Gaimardia trapesina is een tweekleppigensoort uit de familie van de Cyamiidae. De wetenschappelijke naam van de soort is voor het eerst geldig gepubliceerd in 1819 door Lamarck.